# Mošavej jachdav

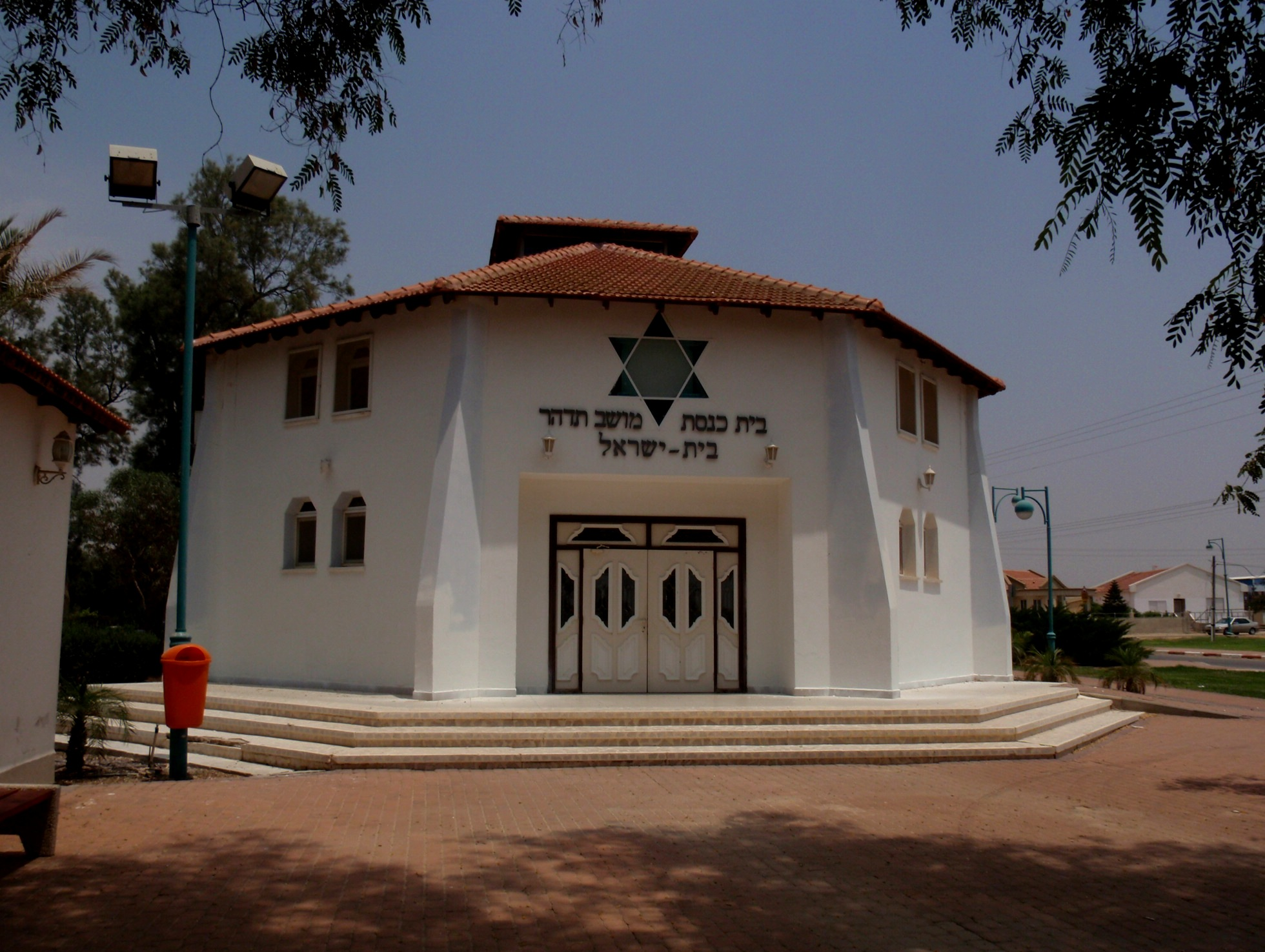
Synagoga ve vesnici Tidhar

Mošavej jachdav (hebrejsky: מושבי יחדיו‎, doslova Mošavy „Spolu“) je skupina tří zemědělských vesnic typu mošav v Izraeli, v Jižním distriktu, v Oblastní radě Bnej Šim'on.
Leží severně od města Ofakim, v nadmořské výšce cca 120 metrů v severozápadní části pouště Negev, v místech kde aridní oblast přechází do zemědělsky využívané a uměle zavlažované krajiny, která navazuje na pobřežní nížinu.
Jde o vesnice Broš, Ta'ašur a Tidhar. Všechny vznikly plánovitě v roce 1953 pro ubytování židovských imigrantů, zejména z Maroka. Jsou situovány do vzájemné těsné blízkosti. Jejich pojmenování je odvozeno od biblického citátu z Knihy Izajáš 41,19: „V poušti dám vyrůst cedrům, akáciím, myrtě a olivám, na pustině vysadím cypřiš, platan i zimostráz spolu“ Blok dostal jméno podle slova spolu („jachdav“), přičemž i jména jednotlivých vesnic jsou inspirována tímto veršem. V případě mošavu Broš jde o strom překládaný jako „cypřiš“, Ta'ašur je „zimostráz“ a Tidhar „platan“.